# Charles Maung Bo
Charles Maung Bo S.D.B. (sinh 1948) là một Hồng y của Giáo hội Công giáo Rôma. Ông hiện đảm trách nhiệm vụ Tổng giám mục chính tòa Tổng giáo phận Yangon và Chủ tịch Liên Hội đồng Giám mục Á châu (chính thức từ tháng 1 năm 2019). Trước đó, ông cũng từng đảm nhiệm các trọng trách khác, trong đó nổi bật là Chủ tịch Hội đồng Giám mục Myanmar từ năm 2000 đến năm 2006.

## Tiểu sử
Hồng y Bo sinh ngày 29 tháng 10 năm 1948 tại Myanmar. Sau khi mãn khóa chủng viện, ông được thụ phong chức linh mục ngày 9 tháng 4 năm 1976, là linh mục dòng Saledieng Don Bosco. Tòa Thánh loan tin bổ nhiệm linh mục Charles Maung Bo làm Phủ doãn Tông Tòa Hạt Phủ doãn Tông Tòa Lashio.
Sau đó, Tòa Thánh tiếp tục bổ nhiệm linh mục Tân cử Bo làm Giám mục chính tòa Giáo phận Lashio khi giáo phận này vừa được nâng cấp. Ngày 16 tháng 12 năm 1990, ông được cử hành nghi thức phong chức Giám mục. Chủ phòng là Tổng giám mục Alphonse U Than Aung, Tổng giám mục chính tòa Tổng giáo phận Mandalay. Hai giám mục phụ phong là: Abraham Than, Giám mục Giáo phận Kengtung và Giám mục Paul Zingtung Grawng đến từ Giáo phận Myitkyina. Tân giám mục chọn khẩu hiệu:Omnia possum in eo.
Ngày 13 tháng 3 năm 1996, Tòa Thánh thuyên chuyển Giám mục Bo làm Giám mục chính tòa Giáo phận Pathein. Tiếp đó, ngày 15 tháng 5 năm 2003, Tòa Thánh bổ nhiệm Giám mục Charles Maung Bo S.D.B. làm Tổng giám mục Yangon, Thủ đô Myanmar. Ông nhận chức vụ này sau đó vào ngày 7 tháng 6. Trong thời gian từ năm 2000 đến năm 2006, ông còn đảm nhận vị trí CHủ tịch Hội đồng Giám mục Myanmar.
Trong công nghị Hồng y 2015, Giáo hoàng Phanxicô vinh thăng Tổng giám mục Bo tước vị Hồng y Nhà thờ Sant’Ireneo a Centocelle và ông nhận ngai tòa danh dự tại đây ngày 21 tháng 10 cùng năm.